# 鄧山
鄧山（1435年—？年），字繼申，四川成都府內江縣人，明朝政治人物。

## 生平
天順八年（1464年）甲申科第二甲第六十八名進士。官給事中。